# خوسيه لويز بيريرا
خوسيه لويز بيريرا (5 يوليو 1943 في البرازيل - ) هو لاعب كرة قدم برازيلي في مركز الدفاع، شارك في الألعاب الأولمبية الصيفية 1964. ولعب مع نادي فلومينينسي.

## وصلات خارجية
- خوسيه لويز بيريرا على موقع الاتحاد الدولي (مؤرشف)  (الإنجليزية)
- خوسيه لويز بيريرا على موقع أوليمبيديا (الإنجليزية)